# Stäppens krigare
Stäppens krigare (eng originaltitel "Wolf of the Plains") är en historisk roman av Conn Iggulden från 2007. Boken är den första i en serie som handlar om Djingis och Kublai Khan.

## Handling
Lämnad att dö på slätten efter att de fientliga tartarerna förgiftat deras far och hövding för stammen växer pojken Temudjin upp. Han söker upp alla vandrare på den stora slätten och hävdar att det bara finns ett folk. Temudjin träffar bland andra på ambassadören Wen Chao, hans vapenmästare Yuan, Keraiternas Khan och en vapensmed. 
Han kämpar sig uppåt och får till slut hämnd på sin fars första rådman som tog hans plats som arvinge.